# Paul Riess (Maler)
Georg Paul Rudolph Riess auch Paul Rieß (* 15. März 1857 in Fichtwerder bei Landsberg an der Warthe; † 31. Mai 1933 in Dessau) war ein deutscher Landschaftsmaler, Kunsthandwerker und Grafiker.

## Leben
Paul Riess war der fünfte Sohn des Stuben- und Dekorationsmalers Hugo Albert Theodor Riess (1821–1904) und dessen Frau Marie Amalie, geb. Wilke (1828–1902). Um 1871 trat er als Lehrling in das Geschäft seines Vaters ein. Zunächst arbeitete er danach ab etwa 1874 in Berlin als Dekorationsmaler und besuchte nebenher die Unterrichtsanstalt des Kunstgewerbe-Museums und ab 1882 die Königliche Kunstschule, um Zeichenlehrer zu werden. In dieser Zeit begann sein Übergang zur Landschaftsmalerei und seinen Lebensunterhalt etc. finanzierte er bereits mit Bildern, die er in Rudolph Lepke’s Kunst-Auctions-Haus versteigern ließ. Von der Königlichen Akademie der Künste wurde 1881 sein malerisches Talent gewürdigt mit der Zulassung seines Bildes Mondnacht, Motiv aus der Mark zur 55. Akademischen Kunstausstellung. Dort war er danach regelmäßig mit seinen Werken vertreten, wie auch in München, Wien, Bremen oder Dresden. 1883 wurde er Schüler in Hermann Eschkes Atelier für Landschaftsmalerei. „Hier konnte er seine Kenntnisse in der Darstellung von Lichtphänomenen vertiefen, für deren Virtuosität er in späteren Jahrzehnten bekannt werden sollte.“
Von 1884 bis 1888 besuchte er die Großherzoglich-Sächsische Kunstschule Weimar als Meisterschüler bei Theodor Hagen. In den Jahren 1888/89 führten ihn Studienreisen nach Dachau und München, nach Volendam und Katwijk in Holland (erneut 1908) und nach Norwegen, danach lebte er bis 1891 in Lübeck. Paul Riess gehörte zu den Malern und Studenten, die in den Sommerferien Franz Bunke in dessen mecklenburgische Heimat begleiteten und hier als Malgäste der Schwaaner Künstlerkolonie Studien in der Umgebung der Stadt betrieben. 1889 heiratete er in Weimar, aber noch in Lübeck wohnend, Helene, geborene Weitzenberg (1854–1940). 1893 wurde er in Weimar zum Professor ernannt. 1896 übersiedelte er mit seiner Ehefrau und den drei Töchtern nach Dessau. In der Residenzstadt des Herzogtums Anhalt traf er auf seinen Bruder Franz, der sich dort ab 1882/83 als Hofglasmaler etabliert hatte.

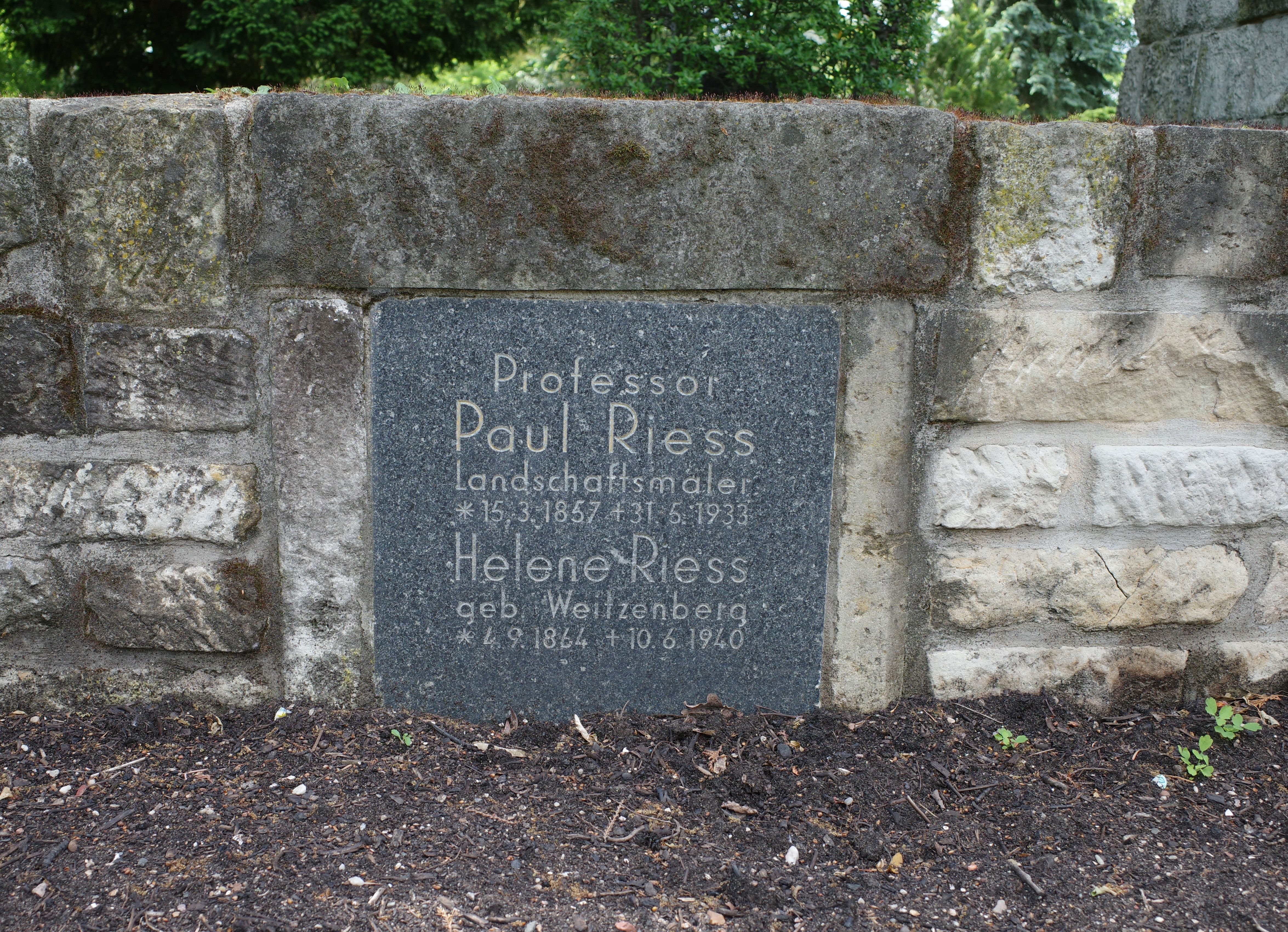
Paul Riess’ Ruhestätte in Dessau

Paul Riess avancierte in Dessau schnell zu einer festen Künstlergröße und wurde der künstlerische Deuter der anhaltischen Landschaft an Elbe- und Mulde. Seine Werke fand man etwa in der Anhaltischen Gemäldegalerie Dessau, im Dessauer Rathaus, in der Kreisdirektion, im Haus des Reichsstatthalters, im Museum für Kunst und Kunstgewerbe Weimar, im König-Albert-Museum Zwickau, im Haus des Vereins Deutscher Ingenieure Berlin und in der Handelskammer Magdeburg (Börse). Riess prägte das Dessauer Kunstleben nachhaltig. Er unterrichtete an der 1905 gegründeten Handelsrealschule im Fach Zeichnen, wobei er sich besonders dem Thema der „Geschmacksbildung des Kaufmanns“ widmete. 1906 gehörte er zu den Gründern des Dessauer Ortsverbandes der „Renten- und Pensionsanstalt für deutsche bildende Künstler“. Im Direktorium dieser Organisation hatte er bereits in Weimar mitgewirkt und wurde nun Vorsitzender des Ortsverbandes. Er war Mitglied im Deutschen Künstlerbund. Anlässlich seines 60. Geburtstages verlieh der Herzog von Anhalt Paul Riess die  Ritterinsignien 1. Klasse des Herzoglichen Hausordens Albrecht des Bären.
Paul Riess gilt heute als der bedeutendste Landschaftsmaler zum Ende des 19. und Anfang des 20. Jahrhunderts in Anhalt. Seine bevorzugten Sujets waren Stimmungsbilder, vor allem Mondscheinlandschaften und Sonnenuntergangsmotive.

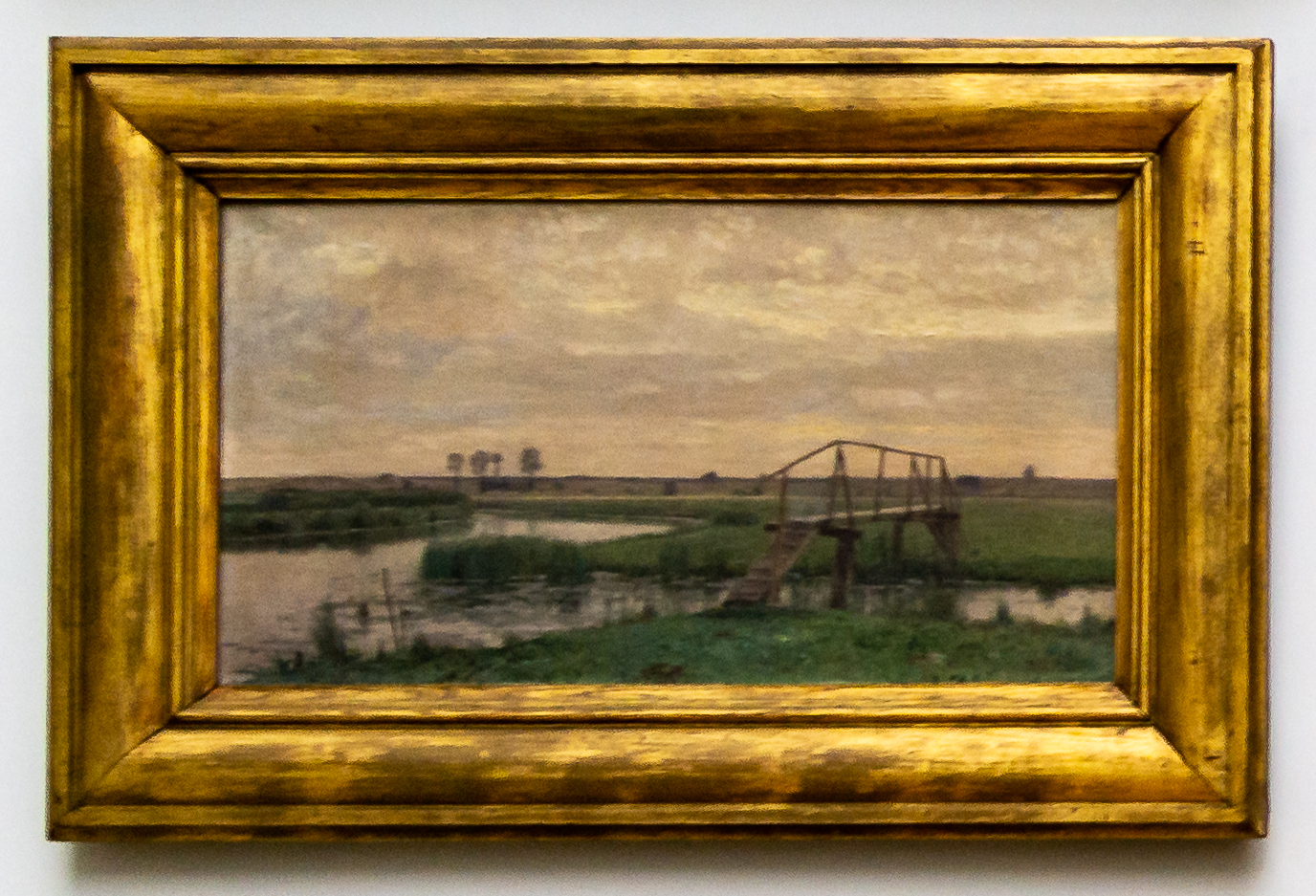
Abend am Fluss um 1890,
Museum Neues Weimar

## Werke (Auswahl)
- Dessau, Kreisdirektionsgebäude, Zerbster Straße, neun Landschaftsbilder für den Sitzungssaal im Auftrag der herzoglichen Bauverwaltung (1898)[13]
- Magdeburg, Lünettenbilder mit Ansichten aus Magdeburg für den Sitzungssaal der Kaufmann-Ältesten in der Börse (1905).[14]
- Berlin, neues VDI-Haus, Ansicht von „Alexisbad im Harz“, dem Gründungsort des Vereins Deutscher Ingenieure (VDI), gestiftet von W. v. Oechelhäuser in Dessau und „Technische Hochschule in Charlottenburg“, gestiftet vom Berliner Bezirksverein des VDI (1914).[15]